# Андриасян, Рубен Суренович
Рубе́н Суре́нович Андриася́н (каз. Рубен Суренович Андриасян; 31 октября 1938, Нальчик — 25 мая 2022) — советский и казахстанский театральный режиссёр и педагог. Народный артист Казахстана (1992), профессор (2007).

## Биография
В 1959 году окончил Ереванский университет. В 1963 году окончил Ереванский художественно-театральный институт (класс народного артиста СССР Вартана Аджемяна).
Начал свою трудовую деятельность в 1963 году главным режиссёром Кзыл-Ординского облказдрамтеатра. Затем работал главным режиссёром Кустанайского облдрамтеатра имени М. Горького, главным режиссёром Карагандинского облдрамтеатра имени К. Станиславского (1966), режиссёром Республиканского русского драмтеатра имени М. Лермонтова (1972), главным режиссёром ТЮЗа Алма-Аты (1974).
С 1975 года с перерывами преподавал в Казахской национальной академии искусств на кафедре мастерства актёра и режиссуры.
С 1983—2020 гг. художественный руководитель Государственного академического русского театра драмы имени М. Ю. Лермонтова.
Руководил режиссёрской лабораторией Союза театральных деятелей Казахстана, проводил мастер-классы в театрах Казахстана (Институт повышения квалификации).
Скончался 25 мая 2022 года.

## Награды и звания
- Орден Трудового Красного Знамени (1986)
- Народный артист Казахстана (1992)
- Орден Дружбы (6 июля 1998 года, Россия) — за большой вклад в укрепление дружбы и культурного сотрудничества между Россией и Республикой Казахстан[5]
- Орден «Парасат» (2000)
- Лауреат независимой премии «Платиновый Тарлан» (2001)
- Лауреат Государственной премии Казахстана (2002) за спектакль «Эзоп»
- «Алтын Адам» — Человек года в номинации «Деятель культуры» (2010)[6]
- Почётный знак «За заслуги в развитии культуры и искусства» (28 ноября 2013 года, Межпарламентская ассамблея СНГ) — за значительный вклад в формирование и развитие общего культурного пространства государств — участников Содружества Независимых Государств, реализацию идей сотрудничества в сфере культуры и искусства[7].
- Лауреат Национальной Театральной премии «Сахнагер-2018» в номинации «Сценическая жизнь»[8]
- Орден Отан за выдающийся вклад в развитие отечественной культуры, театрального искусства, многолетнюю творческую деятельность (15 декабря 2018)[9]